# SMS Cöln (1909)
Az SMS Cöln a Német Császári Haditengerészet egyik Kolberg-osztályú könnyűcirkálója volt az első világháborúban. Leberecht Maaß ellentengernagy zászlóshajójaként vett részt és süllyedt el az 1914. augusztus 28-ai helgolandi csatában.

## Műszaki leírás
A Cöln teljes hossza 130,5 m, legnagyobb szélessége 14 m és legnagyobb merülése 5,73 m, vízkiszorítása 4864 t volt teljes terhelés mellett. Eredetileg a zürichi Escher Wyss & Cie. által gyártott két Zoelly gőzturbinával tervezték felszerelni. A meghajtásának terveit azonban felülvizsgálták és végül a Germaniawerft által gyártott két gőzturbina alkalmazása mellett döntöttek, melyek négy hajócsavart hajtottak meg. A turbinákat tizenöt széntüzelésű kazán látta el gőzzel. A tervezett teljesítményük 19 000 le volt, de a próbajáratok során 29 036 le elérésére voltak képesek, amivel a cirkáló 26,8 csomós csúcssebességre volt képes. 960 tonna szenet tudott magával szállítani, ami révén a hatótávolsága 3500 tengeri mérföld (6500 km) volt 14 csomós sebesség mellett. Alapszemélyzetét 18 tiszt és 349 főnyi legénység adta.
A hajót 12 darab különálló 10,5 cm-es SK L/45 gyorstüzelő ágyúval szerelték fel. Kettő egymás mellett volt elhelyezve a hajó elején, nyolc volt elhelyezve a hajó közepén (négy-négy mindkét oldalon) és kettő egymás mellett a hajó hátsó részén. Ezen ágyúk lőtávolsága 12 700 m volt és 1800 lövedéket tudtak elhelyezni a lőszerraktárakban számukra, így minden ágyúra 150 jutott. Légvédelmi tüzérséget négy darab 5,2 cm-es SK L/55 gyorstüzelő ágyú alkotta, melyekhez 2000 darab lőszer állt raktáron. A fegyverzetéhez tartozott még két 45 cm-es torpedóvető cső is, továbbá alkalmas volt 100 darab akna szállítására. A hajó fedélzetének páncélvastagsága a legvastagabb részen 80 mm-es volt. A parancsnoki torony páncélja 100 mm-es vastagságú volt, a lövegpajzsoké 50 mm.

## Szolgálata
A hajót Ersatz Schwalbe átmeneti névvel rendelték meg és 1908. május 25-én fektették le a gerincét a Germaniawerft kieli hajógyárában. A vízrebocsátására 1909. június 5-én került sor és keresztelését Max Wallraf, Köln polgármestere végezte. A próbajáratok során a Zoelly turbinákat gyenge minőségűnek találták és ezért a Germaniawerft által gyártottakkal cserélték ki őket. Ez a csere jelentősen késleltette elkészültét. A Nyílt-tengeri Flotta állományában 1911. június 16-án vették fel, A próbajáratait a Vilmos császár részére rendezett flottaparádé szakította meg szeptember 5-én. Október 10-én a II. felderítőcsoporthoz került, mely egység az I. felderítőcsoport csatacirkálóit kísérte. Egyéni, rajkötelékben illetve flottakötelékben végrehajtott hadgyakorlatokon és cirkálóutakon vett részt a következő két év során. Ezek alatt rendkívüli esemény nem történt vele. Hans Zenker fregattkapitány volt a parancsnoka 1911 októbere és 1913 szeptembere között. Parancsnoka a világháború idején Hans Meidinger fregattkapitány volt.
Augusztus 28-tól szeptember 21-ig Franz Hipper ellentengernagynak, a felderítőerők parancsnokhelyettesének a zászlóshajója volt arra az időre, míg az eredeti zászlóshajóját, a von der Tannt el kellett hagynia. Hipper rövid időre távozott és már szeptember 26-án visszatért. A következő év egészén a Cöln maradt a zászlóshajója. Az 1913 szeptemberében sorra kerülő őszi flottagyakorlatok alatt megpróbálta értesíteni az L 1 léghajót a romló időjárási körülményekről, de a rádiójeleit a léghajón nem fogták és emiatt a légi jármű lezuhant Helgoland szigetének közelében.
A hadgyakorlat kiértékelése után Hipper bevonta a tengernagyi lobogóját és helyére Leberecht Maaß ellentengernagy került a II. felderítőcsoport élén. Az 1914-es év a szokásos gyakorlatozásokkal kezdődött, de ahogy a június 28-ai szarajevói merénylet után nőni kezdett a feszültség, a július végére tervezett flottagyakorlatok megtartását elvetették. A háború közeledése miatt július 30-át követően a Cölnt a Német-öbölben állomásoztatták a tengeri hajóforgalom figyelemmel tartására.
Az első világháború kitörésével 1914 augusztusában több más cirkálóval azt a feladatot kapta, hogy járőrözést végezzen a Helgolandi-öbölben. A cirkálókat a rombolóflottillákhoz osztották be és éjszakai őrjáratozásokat végeztek az Északi-tengeren. Augusztus 1. és 7. között a cirkáló a Schillig-révnél horgonyzott, majd a Weser torkolatához hajózott, ahol csatlakozott hozzá a Hamburg könnyűcirkáló és a IV. rombolóflottilla. A járőrözések részeként augusztus 15-én a Stuttgarttal és az I. és II. rombolóflottillákkal előretörést hajtott végre az Északi-tengeren, mely eseménytelenül ért véget.

### Helgolandi csata
Ezzel egyidőben brit tengeralattjárók kezdtek felderítésbe a német járőrözési vonalak mentén. Augusztus 23-án több brit parancsnok javaslatot tett a német járőrvonalak elleni, a harwichi különítmény (Harwich Force) Reginald Tyrwhitt commodore vezette könnyűcirkálóival és rombolóival való rajtaütésre. E hajókat David Beatty altengernagy csatacirkálói és az őket kísérő könnyebb egységek biztosították. A tervet elfogadták és végrehajtását augusztus 28-ra tűzték ki. 
A hadműveletre kijelölt brit erők közül elsőként a tengeralattjárók kezdték meg augusztus 26-án estétől a felvonulást. A felszíni hajók zöme másnap kora reggel hajózott ki a tengerre. Az utólagosan a harwichiaknak erősítésként szánt 7. cirkálóraj a nap egy későbbi időpontjában indult útnak.

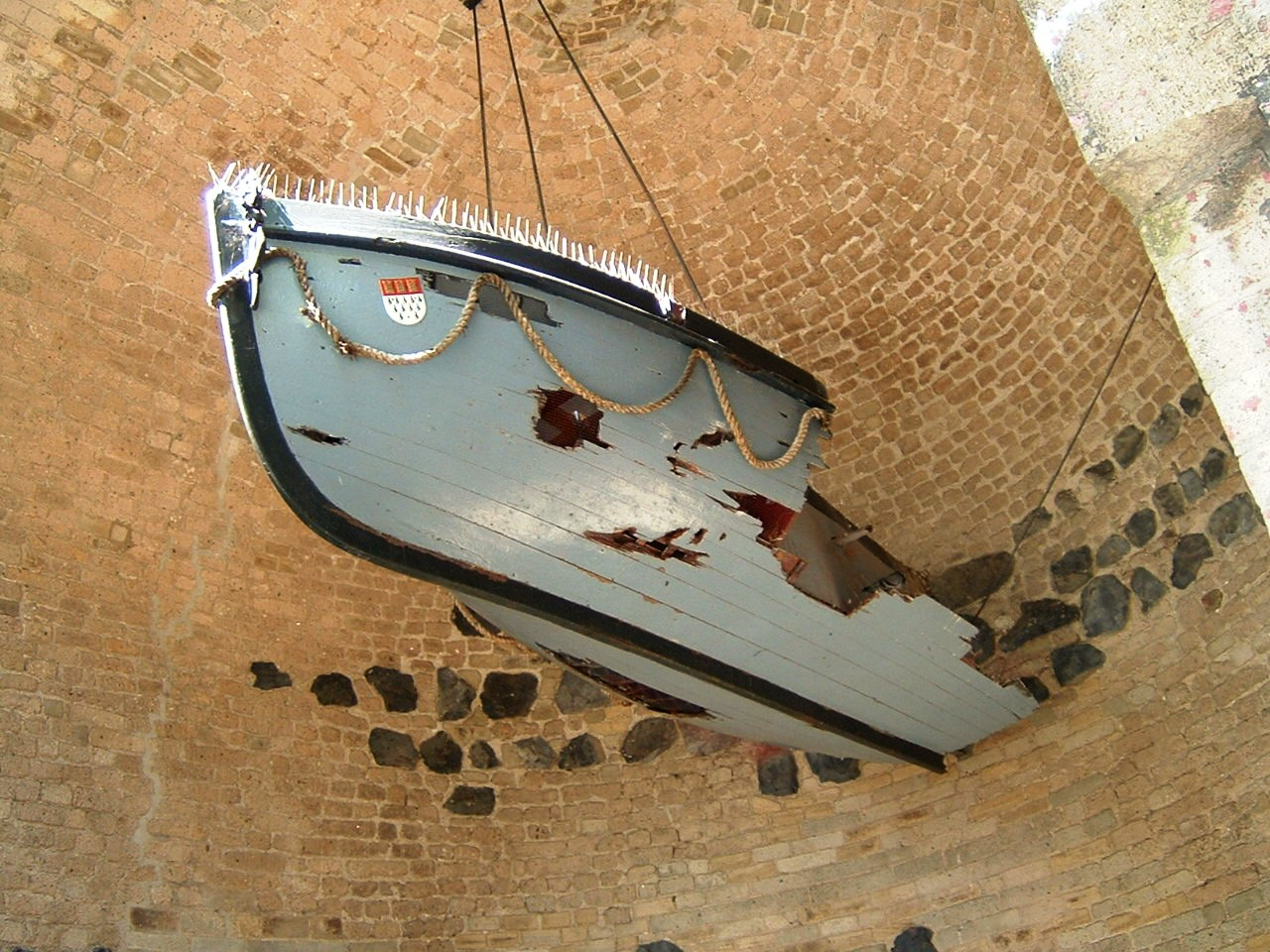
A Cöln partra sodort csónakja

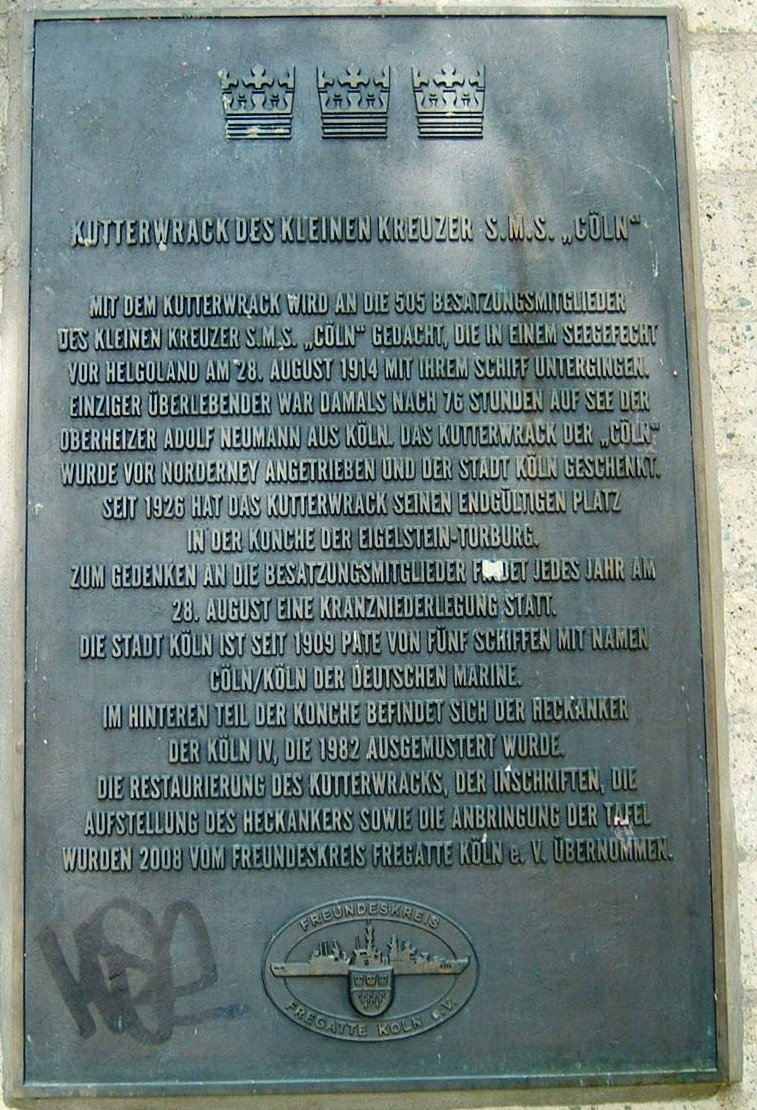
Emléktábla Kölnben

Augusztus 28-án reggel a Cöln Wilhelmshavenben vételezett szenet. Testvérhajója, a Mainz az Ems torkolatánál, az Ariadne a Weser bejáratánál horgonyzott. E három cirkáló a járőrvonalakon lévő Stettin és a Frauenlob könnyűcirkálók, valamint a Hela aviso-hajó támogatására volt kijelölve ezen a reggelen. 07:57-kor a Harwich Force összetalálkozott a külső járőrvonalon haladó német rombolókkal, melyek visszavonultak a könnyűcirkálók védelme alá. A kibontakozó összecsapásban a Stettin került elsőként szembe a brit haderővel, majd hamar csatlakozott hozzá a Frauenlob. Az eseményekről értesülve Hipper utasította Maaßt, hogy a cirkálóival induljon a támadás alatt lévő hajók támogatására. 
A Cöln 09:30-kor indult el testvérhajójának, a Mainznak a megsegítésére. 13:25 körül összetalálkozott a súlyosan sérült Arethusa könnyűcirkálóval és több ellenséges rombolóval, melyekre tüzet nyitott. Hamarosan azonban feltűntek a színen Beatty csatacirkálói és emiatt a német cirkáló 13:37-kor 180 fokos fordulatot véve igyekezett kitérni előlük, viszonozva közben a tüzüket. A brit hajók balra kanyarodtak, hogy közelebb kerüljenek a Cölnhöz. A német cirkáló ennek megfelelően módosította a menetirányát a gyors elmenekülés érdekében. Számos találat érte és az egyik végzett magával Leberecht Maaß ellentengernaggyal. 13:56-kor egy másik német cirkáló, az Ariadne is a helyszínre érkezett. Ez elvonta a brit hajók figyelmét és ez lehetővé tette a Cöln számára az északi irányba való elszakadást. Negyed óra múlva azonban visszafordult délkeleti irányba, hogy visszatérjen a kikötőbe.
Az irányváltás révén ismét visszakerült a csatacirkálók ágyúinak hatótávolságába. A brit hajók azonnal tüzet nyitottak rá és számos találatot értek el rajta. A Cöln elkeseredetten harcolt a túlerővel szemben, de az erős tűzben hamarosan égő ronccsá vált, ami miatt végül kiadták a parancsot a hajó elhagyására és a legénység gyülekezni kezdett a fedélzeten. Míg a műszakiak élesítették a robbanótölteteket a cirkáló belsejében, a fent lévők felkészültek a hajó elhagyására. 14:25-kor a Cöln átfordult és elsüllyedt. A túlélők azt várták, hogy a britek kimentik őket, de ehelyett azok továbbhaladtak. Habár több hajó is elhaladt a túlélők közelében még ezen a napon, a sűrű köd miatt nem észlelték őket. A területet három nap múlva átkutató német hajók már csak egy életben lévő hajótöröttet találtak, Adolf Neumann fűtőt. A hajó elsüllyedését a fedélzeten lévő 509 főből mintegy 200 ember élte túl, de a többiek időközben a vízben életüket veszítették.
A hajóroncsot 1979 augusztusában eltávolították elsüllyedésének helyéről, hogy ne jelentsen akkora veszélyt a hajóforgalom számára. Néhány részét kiemelték a vízből és ezek jelenleg a Cuxhaveni Hajóroncs Múzeumban vannak kiállítva.

## Emlékezete
A Cöln egyik sérült kutterét Norderney szigetén sodorta partra a tenger. A csónakot Köln városának adományozták és 1915-ben annak elülső részét az Eigelstein városrész várkapujában (Eigelsteintorburg) állították ki, 1926 pedig óta annak egyik boltívében látható.
2014 júliusában a Köln fregatt fedélzetéről koszorút helyeztek el a város után elnevezett névrokon könnyűcirkáló 100 évvel korábbi elsüllyedésének helyszínén.

## Függelék – a túlélő visszaemlékezése
Az alábbi idézet Adolf Neumann fűtőnek, a cirkáló egyetlen túlélőjének megrendítő beszámolóját tartalmazza, ahogy az az Eberhard von Mantey tengernagy által szerkesztett Auf See unbesiegt című mű második kötetében 1922-ben megjelent.
A történet összecsapásra vonatkozó részében Neumann bizonyosan tévesen említ hat brit csatacirkálót, mivel összesen csak öt vett részt a hadműveletben. A brit jelentések alapján hajóik nem kerültek az általa említett közelségbe (2000 m) a német cirkálóhoz és a csatacirkálóik sem álltak meg, hanem mindvégig nagy sebességgel haladtak, hogy ezzel is minimálisra csökkentsék a tengeralattjárók jelentette veszélyt. Beatty a kísérő rombolókra bízta a hajótöröttek kimentését, akik vélhetőleg rossz irányban keresték őket és ezért nem találtak rájuk. Neumann vallomása alapján a németek szándékos cserbenhagyásnak vélték a britek eljárását. Az életben maradottak számát ebben a leírásban Neumann 150 főben adja meg, míg a szócikkben idézet Gary Staff 200-at említ. (Kizárásos alapon ez az adat is egy Neumanntól származó becslés lehet.)

„A „Cöln” kiscirkáló végső harca. 

Adolf Neumann fűtő,

az S. M. S. „Cöln” egyetlen túlélőjének elbeszélésében. 
A „Harcra felkészülni!” („Klar Schiff zum Gefecht!”) parancs kiadásakor a hátsó fedélközben voltam parancsközvetítő. Eként minden parancsot, melyet nem az elektronikus eszközökkel közvetítettek, és minden hírt, amit a parancsnoki hídról címeztek az egész hajónak a hátsó termek irányába kellett továbbítanom. Arról a helyről, ahol én voltam, egy szűk lépcső vezetett a felső fedélzetre, nem messze az ötödik lövegektől. Ha felmentem a lépcsőn, láthattam pár dolgot; ezen kívül az én részlegemben be volt építve egy Bullauge (kerek oldalablak), amin keresztül kiláthattam. Ezáltal összehasonlíthatatlanul jobban nyomon követhettem az eseményeket, mint azok, akik izzadva a kazánok és a gépek előtt álltak és csak a hallásukra hagyatkozva alkothattak maguknak képet arról ami odafent zajlott. Még ha a fűtői feladataimat mindig szívesen is láttam el, most mégis örültem annak, hogy nem kellett a tüzek előtt kellett állnom, hanem egy olyan helyen, ahonnan volt rálátásom arra, ami történik. –

Déli 12 és 1 óra között történt, az idő nagyon borús volt.

Halottam, ahogy azt kiáltják: „78 száz” („78 hundert”). Ugyanebben a pillanatban megszólaltak a tűzharangok és már el is dördült az első sortűz. Megváltásként szaladt át az egész hajón. A hetek óta felgyülemlett gyűlölet béklyóitól megszabadulva vágódott az ellenség sorai közé. A lövedékeknek fedniük kellett a célpontot, mivel gyors egymásutániságban követték egymást a sortüzek az ágyúcsövekből.

Úgy tűnt számomra, hogy eleinte nem viszonozták a tüzünket. Érzékeltem azt is, hogy bár az ellenséges hajók számának növekednie kellett, mivel a bal oldali tüzérség után a jobb oldali is tüzet nyitott. Az ütközet első fél órája csaknem pont úgy telt el, mintha egy békeidőbeli lőgyakorlaton vettünk volna részt.

Amikor egyszer csak kitekintettem a kerek ablakon, azt láttam, ahogy több száz méterre tőlünk nehéztüzérségtől származó lövedékek keltette hatalmas vízoszlopok törnek a magasba. Az ellenséges hajókat magukat nem láttam. Ekkor számos angol hajó, köztük csatacirkálók és sok torpedónaszád, volt körülöttünk mindenfele, mi pedig teljesen egyedül voltunk.

Az ellenség a csekély távolság miatt az első félresikerült sortűz leadása után hamar belőtte magát.

Mivel az ütközet elején kiadott néhány parancson kívül többet nem kaptam, ott helyben a sebesültek megsegítéséhez láttam hozzá, már amennyire tudtam. A sebesülteknek ugyanis a hátulsó kötözőhelyiségbe az én részlegemen keresztül jutottak el. Mindkét kötőzőhelyiség túl volt terhelve és a szanitécek nem tudtak ellátni mindenkit.

	A hajótest belsejében olyannyira nagy volt a recsegés-ropogás, hogy azt hittem a hajó bármelyik pillanatban széteshet.

	A helység, amiben tartózkodtam, sokáig meg lett kímélve. Ezen magam is csodálkoztam. De rögtön ezután észrevettem, ahogy hirtelen a lábaim alatt különösen forró lett a talaj. Az alattam lévő lőszerkamrából a bajtársak így kiáltottak fel: „Azonnal elárasztani!” („Sofort fluten!”) Tudtam, hogy ez mit jelent. A kamra tüzet foghatott és fennállt a veszélye annak, hogy a lőszer a levegőbe repül. Amit ösztönösen tudtam: itt a leggyorsabb cselekvésre van szükség. Ha az előírásoknak megfelelően előbb az első tisztnek adom tovább a jelentést – és ki tudja, elérte-e volna egyáltalán –, a szerencsétlenség már megtörténhetett volna. Késlekedés nélkül elragadtam a falon lévő kulcsot és az elárasztó szelepet felcsavartam, egy mozdulat, amit számtalan alkalommal gyakoroltam a harci gyakorlatok során.

	Hamarosan elölről jött a hír: „Tűz a X. részlegben. tűzoltóvezeték fúvókáját hozzanak!” („Brand in Abteilung X. Feuerlöschmundstück bringen!”) Mivel nem volt senki helyben, akit elküldhettem volna érte, ezért én csavaroztam le a részlegemben lévő fecskendő fúvókáját és vittem magam előre.

	Szerencsésen odaértem a tűz által veszélyeztetett részleghez, ahol az első tiszt a kármentesítő csoport tagjaival (Lecksicherungsgruppe) urrá próbált lenni a lángokon. Sietve kikapták a kezemből a pótalkatrészt, én meg visszaindultam.

	A harcálláspontomra érve nagy örömömre az egyik bajtársamat találtam ott. A fülébe kiáltottam: „Na Otto, mit gondolsz, mi lesz ma velünk?” („Na, Otto, was meinst du, was aus uns werden wird?”)

	Ebben a pillanatban becsapódott egy gránát, és – a barátom adósom maradt a válasszal! A földre rogyott és én is fejem jobb oldalán megsebesültem egy repesztől. – – – Amint úrrá lettem a rémületemen, kihúztam magamból a kis darab vasat, mely fába vert szögként rögzült az arccsontomba. A vérem melegen folyt végig rajtam.

	A termet füst és mérges gázok töltötték meg és félő volt, hogy elveszítem az eszméletemet. Négykézláb kúszva értem el a következő részleget. Itt még volt friss levegő. Egy tiszti kabinban megmostam az arcomat és megpróbáltam csillapítani a vérzést, ami viszont nem sikerült. Rövid idő elteltével visszatértem a harcálláspontomra.

	A hajó minden porcikájában remegett. Egy gránát tönkre tette a gőzzel üzemeltetett kormányszerkezetet. Eltelt némi időbe, míg a kézi üzemeltetésű kormányzáshoz lett elég ember, mivel a tengerészszemélyzet túl nagy veszteségeket szenvedett és ezért a technikai személyzettől kellett segítséget kérni. A fűtő- és géptermeket rövid egymás után találatok érték, amik következtében kazán- és géprobbanások következtek be.

	Mikor a parancsnoki állás is megsemmisült egy telitalálat következtében, Maaß tengernagy és Meidinger fregattkapitány is elesett, a hajónk vezető nélkül maradt. Más helyről származó parancsok egyáltalán nem értek célt. Az ellenség vas- és acélzápora elborított minket. A lövegek közül már csak egyetlen egy tüzelt – majd végül ez is elhallgatott.

	Az ellenfél teljesen feleslegesen még kilőtt pár gránátot a „Cöln” mozdulatlan, füstölgő roncsára. A két utolsó lövedék a hajó két oldalfalát átütve repült ki a szabadba. Mikor már nem kellett ellenállásra számítania, az ellenség beszüntette a tüzelést.

Szokatlan csend lett a hajón. Mi lesz most? A lejárat felől meghallottam a csónakmester (Bootsmann) hangját: „Mindenki a felső fedélzetre!” („Alle Mann an Oberdeck!”)

Sokan már nem voltak azok akik feljöttek. A közvetlen környezetemből én voltam az egyetlen [túlélő]. A fűtőtermek személyzetéből is csak egyetlen ember maradt meg, egy gépészjelölt, aki véletlenszerűen az egyik szénraktárban volt [a robbanások bekövetkeztekor].

Felérve [a felső fedélzetre] leírhatatlan pusztítás fogadta szemeimet. A lövegek teljesen elpusztultak, a csöveiket feketére festette a korom, a célzókészülékek átlyuggatva, elgörbülve. Az egyik lövegcső ki volt emelve a talpazatából. A cső torkolata meredeken lefelé mutatott. A lövegek kezelői széttépve feküdtek a vérükben. A fedélzet sok helyen fel volt tépve és roncsok borították. Csónakok darabjai, daruk, csónaktartók, lépcsők, tarcskötelek, elszenesedett úszómellények, antennák, zászlókötelek, lőszer, repeszek és lövedékdarabok nagy rendezetlenségben. A kémények ki voltak lyuggatva. A hajóhíd teljesen elpusztult. Az árbócokról lógtak a szétlőtt keresztárbócok. A falakon hatalmas lyukak tátongtak.

A hajó minden részéből érkeztek a túlélők a „sáncra” (a tatra). Mintegy 150 ember gyűlhetett össze. Eredetileg 470 fő volt a fedélzeten! A tisztek közül két hadnagy volt még életben, Siepmann vezető mérnök és Gelbke számvivő tiszt (Oberzahlmeister). Az összes többi tiszt elesett.

Szorosan egymás mellett álltunk és nem tudtuk, mi fog következni.

Amint zavarodottan az ellenség irányába pillantottunk, meglepetésünkre azt tapasztaltuk, hogy alig 2000 m távolságra van tőlünk. Hat csatacirkáló és egy könnyűcirkáló volt ott, egymásután, csaknem teljesen mozdulatlanul. Az ágyúik csövét még felénk irányozták. A távolban még számos füstfelhő volt látható.

Az ellenfél láthatólag még nem döntötte el, hogy mit akar kezdeni velünk. Csaknem úgy tűnt, mintha az ellenséges hajóraj horgonyt vetett volna.

A hajónk nem volt megdőlve; egyenesen állva úszott, csak alig észlelhetően volt nagyobb a merülése. Mivel elképzelhető volt, hogy torpedóval akarják elsüllyeszteni [a hajónkat], a tisztek parancsot adtak arra, hogy vegyünk magunkhoz mentőmellényeket és minden úszni képes tárgyat, mint légmentesen zárt lőszeres dobozokat, függőágyakat és fagerendákat szórjunk a vízbe. A súlyos sebesültekre és az úszni nem tudókra két mentőmellényt adtak rá. Én magam egy félig megégettet találtam és ezzel vetettem magam a vízbe.

Röviddel azelőtt, hogy elhagytuk a hajót, a szeretett mérnökünk ösztönzésére elénekeltük a Flaggenliedet.
76 óra a tengerben.
A mérnök mindannyiunkkal kezet rázott, majd érkezett a parancs: „Mindenki hagyja el a fedélzetet!” („Alle Mann von Bord!”) Ő maga hátramaradt, miközben mi többiek a vízbe ugrottunk. A többség a technikai személyzethez tartozott.

Amint körülbelül 300 m távolságra sodródtunk, hirtelen erős detonációk kíséretében hatalmas füstfelhők és lángoszlopok emelkedtek a magasba! Vasdarabok és repeszek hullottak alá nagy távolságokra.

Ez a fedélzeten maradt mérnökünk műve kellett legyen, aki az élete árán robbanthatta fel a hajót, hogy ne engedje az ellenség kezére kerülni. A hajót a robbanás szó szerint kiemelte a vízből a robbanás; majd a mi „Cöln”-ünk gyorsan alámerült a mélybe, vele a halott hősök. A zászló a végsőkig lobogott. Lomha füstfelhő lebegett még sokáig az elmerülésének helyén, akár egy emlékmű.

Délután 2 óra körül járt az idő.

Az angolok felé sodródtunk és már olyannyira közel kerültünk hozzájuk, hogy már ki tudtuk fenni a fedélzeten lévő embereket. Miért hezitáltak még mindig vízre tenni csónakjaikat a kimentésükre?

Miért?

Végre! – a gépek felpörögtek. A tatnál fehér hab verődött fel, a hajók lassan elindultak. Néhányan a vízben lévők [ezt látva] már el is engedték a tárgyakat, amibe kapaszkodtak és kiabálni, integetni kezdtek.

„Nyugalom, barátaim!” Hiszen látjátok, hogy jönnek minket kimenteni… vagy azt gondoljátok, hogy a tengerészek cserben hagynák egymást?”

„Na de mi volt ez?!”

Az ellenség elkanyarodott! Ráérősen nyugatnak hajóztak el miután a hajónk elsüllyedését mint egy színdarabot végignézték és a sorsunkra hagytak minket.

Fütyültünk, kiabáltunk életveszélyes helyzetünkben, ruhadarabokat lóbáltunk. – Mindhiába. Negyed óra elteltével már csak a füstfelhőiket láttuk a horizonton.

Szív és lelkiismeret nélküli gyilkosok! Hát ilyen ellenséggel volt hát dolgunk! Semmilyen vihar nem mossa le ezt a szégyent rólatok, és ha ezt izzó vassal akarjátok is eltávolítani, a hegek akkor is visszamaradnak, örök szégyenetekre! – – –

Így a mi kis embercsoportunknak nagy aggodalommal és kínlódással kellett felvennie a harcot a hullámokkal.

Eleinte jól együtt tudtunk maradni. Egyesével vagy csoportosan kapaszkodtunk a számos körülöttünk sodródó roncsdarab valamelyikébe. Itt-ott még folyt társalgás. Arról volt szó, ki mit élt át, mit látott az ütközet során, kölcsönösen érdeklődtek egyes bajtársak sorsa felől, vagy a kimentés lehetőségét mérlegelték. A legtöbben azon a véleményen voltak, hogy a német hajók már úton vannak az ellenséget keresve. Így csak pár órába telik, míg megtalálnak minket, de biztosan kimentenek még az est beállta előtt. Tehát bátorság!

De hamarosan megakadt a beszélgetés. Bár az idő nem volt túl hideg, de mégis hamarosan fagyoskodni kellett. A fogak hamarosan hallhatóan egymásnak ütődtek a vacogástól és a testrészek lassan elgémberedtek. Élénk úszómozdulatokkal próbálkoztak [ezen enyhíteni].

Pár óra elteltével hunytak el az első bajtársak a sebesüléseik és a kimerülés miatt. Vízbe merült fejjel sodródtak közöttünk.

Lassan beállt az est. Úgy esett, hogy egy [másik] fűtővel (Oberheizer) kerültem össze, aki egy darab fába kapaszkodott. Csatlakoztam hozzá és hamarosan megtaláltuk a helyes egyensúlyt. Szerencsétlenségére rövid idő alatt elhagyta az ereje.

Beállt az éjszaka, az első a három közül, amit a vízben sodródva és úszva át kellett vészeljek. Egymásnak odaszóltunk, hogy lehetőleg maradjunk egyben, utána azonban áthatolhatatlan sötétség fogott közre minket. Sem a Hold. sem a csillagok nem voltak láthatók. Mindenki magára maradt a komor gondolataival.

A tenger nagyon nyugodt volt.

Az éjszaka során sok bajtárs halt meg. Végtelenül lomhán teltek az órák. Az idő telésének érzékeléséhez egyáltalán nem volt semmi viszonyítási alap és a kimentésünkre nem volt kilátás. Ennek ellenére folyamatosan fürkésztük, hogy a sivár sötétségben nem villan-e fel valahol egy fény.

Végül csak elmúlt az éjszaka. Egy fakó fénycsík szélesedett ki a keleti horizonton. Hajnalodott. Körbenéztem, de nem észleltem egyik társamat sem. A magamra maradottság határtalan érzülete lett úrrá rajtam.

Lassanként kivilágosodott. A Nap lángolva kelt fel a tengerből. Ez bátorságot és új reményt öntött belém. A fejemet hátravetve hagytam,  hogy a napsugaraknak felmelegítsenek. Így voltam vagy egy órán át. Azt hiszem közben elaludtam.

Egy magasabb hullám (eine überkommende See) rábírt arra, hogy felnézzek. Nagy meglepetésemre balra és jobbra tőlem megpillantottam a bajtársaimat. A szürkületben nem vettem észre őket. Talán olyan 50-en lehettek. Közelebb zárkóztunk egymáshoz és tanácskoztunk. Persze nem volt sok megbeszélnivaló. Egyesek még mindig abban reménykedtek, hogy úton van a segítség. Szívesen hitte ezt az ember. Mások úgy vélték, hogy partközelben kell lennünk és meg kellene próbálnunk úszással elérni. Csatlakoztam ehhez a párthoz, habár nem találtam a feltételezésre okot. Ennek ellenére ez a tanács többet ígért nekem, minthogy tétlenül várjuk a bizonytalan segítséget. Jó két órán át úsztunk, de földet nem láttunk. Kimerülve hagytuk magunkat sodródni és így pihentük ki az úszást. Az áramlat, amibe belekerültünk, jelentősebben hidegebb vizű volt. A végtagok megmerevedtek és érzéketlenné váltak.

Így lett dél. A Nap elérte a legmagasabb pontját. 24 órája adták ki a „Hjaót harcra felkészíteni!” („Klar Schiff zum Gefecht!”) parancsot. Min mentünk át eddig és mit fogunk még átélni? A véget, amit óránként láttunk hátborzongató egyértelműséggel a bajtársainkra lesújtani? Ha már a halál lett a sorunk, akkor miért nem jött egyből?

Délután sok sirályt láttunk. Talán a szárazföld közelségének hírnökei voltak? Vijjogva húztak el szorosan a fejünk felett, leszálltak a vízre vagy a körülöttünk úszkáló roncsdarabokra.

Teltek az órák, ismét este lett, majd éjjel. Felettünk a csillagok ritka tisztasággal pislákoltak, az esti égbolton félhold világított. Kemény hideg volt. Ezen az éjjelen meg kellett birkózzunk a hullámveréssel. Hullámvölgyekről hullámhegyekre, hullámhegyekről hullámvölgyekbe hordott minket. Fröccsenő víz és habzó bukóhullámok csaptak kíméletlenül az arcunkba, csaptak át felettünk és akadályozták számunkra a légzést.

De az idő nem állt meg. Ez az éjszaka is véget ért. A csillagok lassan elhalványodtak a hajnal közeledtével. Amikor már teljesen felkelt a nap, a vihar is alábbhagyott. A mi kis csoportunk siralmasan kevés emberre zsugorodott össze. Az éjszaka megerőltetéseitől teljesen apatikussá válva már nem akartunk összezárni és egymásnak odakiáltozva bátorítani. Külön sodródtunk az úton, amit az áramlat megszabott. Gyakran érintettek meg hullák, akik egy része még rendelkezett mentőmellénnyel. Mivel az enyém lassan már kezdett elfoszlani, az egyik halott bajtársamét kötöttem fel. De az már olyannyira megszívódott vízzel, hogy a hozzá fűzött reményeimet nem váltotta be. Ezután sokáig egy véletlenül hozzám elérhető közelségbe került üres lőszeresdobozba kapaszkodtam, míg végül nem maradt már erőm megtartani. Begörcsöltek az ujjaim és kezeim. Éhség és szomjúság kínozta a legyengült testemet, már két nap és két éjjel telt el azóta, hogy legutóbb élelmet vettem magamhoz. Ehelyett jelentős mennyiségű keserű sósvizet nyeltem, ami a szomjúságomat csak növelte. Elkeseredettségemben a karomba haraptam és megpróbáltam tengeri hínárt és körülöttem sodródó parafadarabokat enni, de ez a torkomon akadt.

A fáradtságtól behunytam a szemeimet, de alvásra a folyamatosan mozgó tengeren nem lehetett gondolni. Emellett fájt a sebem. A sós víz kiöblögette és kilátszott a csontom.

Eszembe jutott, hogy vasárnap volt.  Most az otthoniak minden bizonnyal a templomokban ültek és a mindenható védelmét kérték a harcolóknak… Kimentenek-e ma? Nem – még csak a füstjét se láttam valamiféle járműnek a távolban. Lassan elteltek a délutáni órák és már sötétedett is ismét. Mély csüggedtség lett úrrá a lelkemen.

Mikor beállt az éj, a Hold és a csillagok ismét feljöttek az égre, azt hittem nem fogom megérni már a reggelt. A gondolataim elbarangoltak a háború előtti utolsó napokra, a hajófedélzeten töltött örömteli életre és végül megállapodtak odahaza. Öreg jó anyámra gondoltam. Ha csak tudta volna…! Megkapta vajon a hírt a hajó elsüllyedéséről? Biztosan… és utána hiába várta, hogy nem érkezik-e meg a megváltó hír. A gondolat anyámról nem engedtek meghalni! Visszaadta az élet iránti szívós akaratot.

A hideg elviselhetetlen volt, a gyomrom már rég nem volt mit emésszen, a sebem kegyetlenül fájt, bénító fáradtság fogott el – és mégis túléltem az éjszakát. Harmadszorra is felvirradt.

Ma meg kell érkezzen a segítség! Éreztem, hogy ez a nap fog dönteni a sorsomról.

Ahogy minden irányba körbenéztem, a távolban egy sötét pontot vettem észre. Forró áramként futott át testemen ez az észlelés. Minden életerőm egy csapásra feléledt. Egy hajó? Alig mertem jobban odanézni attól félve, hogy keserű csalódást kell átélnem. De ez nem maradt el számomra. Közelebb érve felismertem a „Cöln” egyik félig szétlőtt kutterét, melynek hátsó része mélyen a vízben volt és két ember mozgatta előre. (A kuttert később Sylt szigetére sodorta ki a tenger és ma Köln városában őrzik.) Benne ült a számvevő tiszt és az egyik gépész altiszt (Maschinistenmaat). Behúztak a csónakba, amelynek így még nagyobb lett a merülése. A víz ismét majdnem a torkunkig ért. Mégis gyenge vigasz volt számomra újra emberek között lenni és ismét talajt tudni a lábam alatt, még ha az ingott is.

Miután mintegy három órán át azon fáradoztunk, hogy a roncsot kezeinkkel és deszkákkal evezve mozgásba hozzuk, két újabb bajtársunk csatlakozott hozzánk. Már messziről kiáltoztak nekünk segítséget kérve. Két altiszt volt az. Felvettük őket és úgy osztottuk el őket, hogy a csónak hátsó része kissé megemelkedjen; a túlzott terhelés és az egyenlőtlen evező mozdulatok miatt azonban folyamatosan fennállt a veszélye annak, hogy felborulunk.

Sokáig eveztünk állítólagosan Helgoland irányába.

Néhány órával később az egyik utóbb felvett altisztnek elfogyott az ereje. Minden vér elszökött hirtelen az arcából. Zavarodott szavakat mondott, a szemei üvegessé váltak, majd elájult és nem ébredt fel többé. A társa, a családjának jó barátja és ismerőse még lehúzta a jegygyűrűt az ujjáról, hogy a nő számára utolsó emlékként átadhassa. Mivel a gyűrű nem ment fel az ő ujjára, elővette táskájából az átnedvesedett tárcáját és gondosan abban helyezte el. Ezt a baráti szolgálatot azonban már nem tudta teljesíteni! Röviddel később ugyanez a sors érte el. Pár órával később elhunyt a harmadik, és így egyedül a számvivő tiszt maradt velem.

Még nagyjából négy órán át bírta, ekkor hatalmába kerítette az őrület. Hirtelen kiabálva kiugrott a kutterből és sem rászólva, sem kérlelve nem lehetett rávenni, hogy ismét visszamásszon. Erővel húztam fel, de minden alkalommal, mikor visszahoztam, elúszott tőlem. Mikor az áramlás már hatodik alkalommal sodorta el, már nem voltam képes segíteni rajta, mivel már én is az erőm végére érkeztem. Mereven tépelődve, mintha álomban lettem volna, úgy sodródtam még pár órát. A testem teljesen kimerült, az akaratom teljesen megtört, az érzékszerveim alig voltak képesek már bármiféle behatást érzékelni. Nem észleltem a torpedónaszádot, mely gyors tempóban közeledett felém. Csak mikor közvetlen mellettem megállt, hallottam meg a gépek és ventilátorok süvítését. Mint valami fátyolon keresztül pillantottam meg a sok embert a fedélzetén, végtelen távolságból hallottam német parancsszavakat és éreztem, ahogy hirtelen erős karok felhúztak. Aztán elveszítettem az eszméletemet.

Mikor magamhoz tértem az ájultságból, csodálkozva néztem körbe. Valami hallatlan megtévesztés tréfált meg? Valódi ágyban feküdtem, szorosan gyapjú takarókba csavarva. Néhány ember állta körbe a fekvőhelyemet. Bizonytalanul afelől, hogy ez álom vagy valóság, behunytam a szemeimet, majd újra kinyitottam őket: a környezet ugyanaz maradt; tétován megtapogattam a falat és a hálófülkét: szilárdan ellenálltak; odaszóltam az emberekhez: ők válaszoltak; erősen beleharaptam az ajkaimba és a körmeimet a húsomba mélyesztettem: teljesen tisztán éreztem a fájdalmat. Nem – ez az egész nem az ellankadt érzékek megtévesztése volt!

Lassan, nagyon lassan, nagy mélységből előjőve visszatért az emlékezetem is.

Hirtelen tudatosult bennem: megmentettek! 

Hamarosan megható gondoskodás mellett lábadoztam a helgolandi kórházban.

A nagy gondoskodás közepette nem volt csoda, hogy hamar erőre kaptam és elhagyhattam az ágyat. Előbb azonban még mankót kellett használnom, de pár nap elteltével letehettem őket.

Szeptember 9-én a tenger egy matróz holttestét sodorta partra. A ruhadarabjaiba varrt, a nevét tartalmazó fecnik által megkönnyített nyomozás arra jutott, hogy a „Cöln” egyik matrózáról volt szó. Katonai tiszteletadás mellett temették el, az első katonai temetés keretében Helgolandon. Mikor a sírjánál álltam és a három marék földet a koporsóra szórtam, különleges érzés fogott el. Hajónk utolsó életben maradottjaként álltam ott, hogy megadjam a végtisztességet a bajtársamnak. Az összes jelenlévő közül egyedül én tudtam, milyen volt a harca és a halála.”

## Fordítás
- Ez a szócikk részben vagy egészben  a   SMS Cöln (1909) című angol Wikipédia-szócikk ezen változatának fordításán alapul.  Az eredeti cikk szerkesztőit annak laptörténete sorolja fel. Ez a jelzés csupán a megfogalmazás eredetét és a szerzői jogokat jelzi, nem szolgál a cikkben szereplő információk forrásmegjelöléseként.
- Ez a szócikk részben vagy egészben  a   SMS Cöln (1909) című német Wikipédia-szócikk ezen változatának fordításán alapul.  Az eredeti cikk szerkesztőit annak laptörténete sorolja fel. Ez a jelzés csupán a megfogalmazás eredetét és a szerzői jogokat jelzi, nem szolgál a cikkben szereplő információk forrásmegjelöléseként.